# Esna
Esna (arab. إسنا = Isna; gr. Latopolis Λατόπολις) – miasto w południowym Egipcie, na zachodnim brzegu Nilu, w muhafazie Luksor.
W starożytności był to ośrodek kultu boga Chnuma – dotąd zachowały się ruiny jego świątyni, wzniesionej w okresie grecko-rzymskim na miejscu dawniejszej budowli sakralnej. W pobliżu Esny znajdują się również dwie zapory na Nilu – jedna zbudowana w 1906 przez Anglików, druga powstała w latach 90. XX wieku w związku z budową hydroelektrowni.

## Świątynia Chnuma
Budowla świątynna ma formę pudełkowej bryły, z sześcioma kolumnami od frontu. We wnętrzu znajduje  się sala hypostylowa o 18 kolumnach (każda o innym kapitelu), pokrytych starożytnymi tekstami, kartuszami cesarzy rzymskich i motywami astronomicznymi. Jednym z zachowanych tekstów jest Hymn stworzenia, ukazujący boga Chnuma jako Stwórcę wszechrzeczy. Oprócz tego bóstwa na świątynnych reliefach występują także m.in. Horus, Thot i Seszat. Ukazani na reliefach i wspomniani w tekstach cesarze rzymscy to m.in. Marek Aureliusz, Klaudiusz, Tytus, Wespazjan, Kommodus i Decjusz.

## Galeria

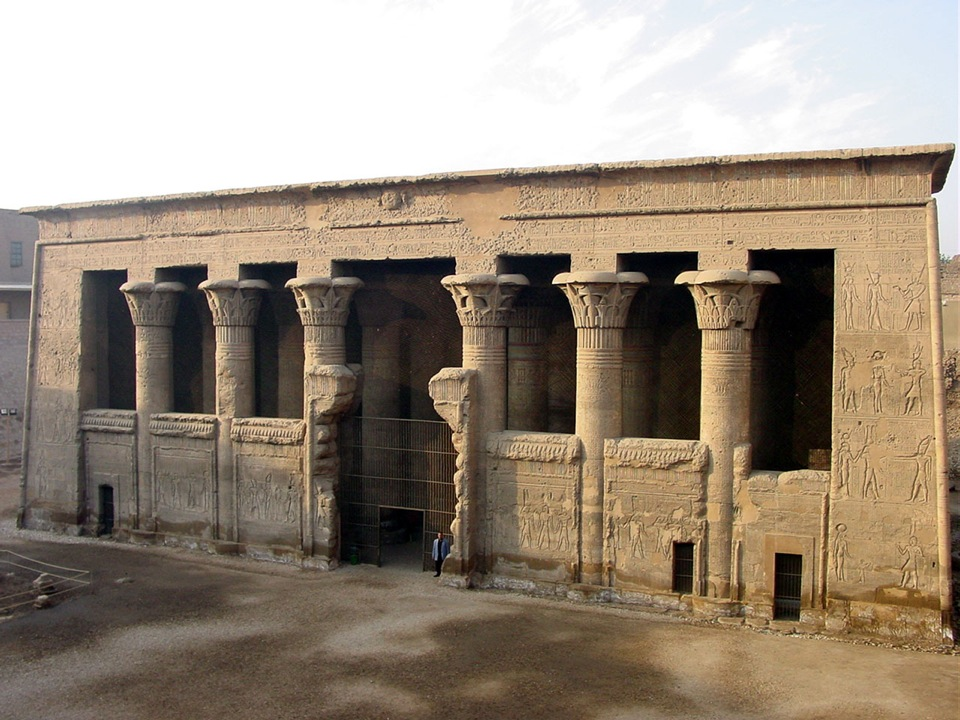
Świątynia w Esnie od frontu
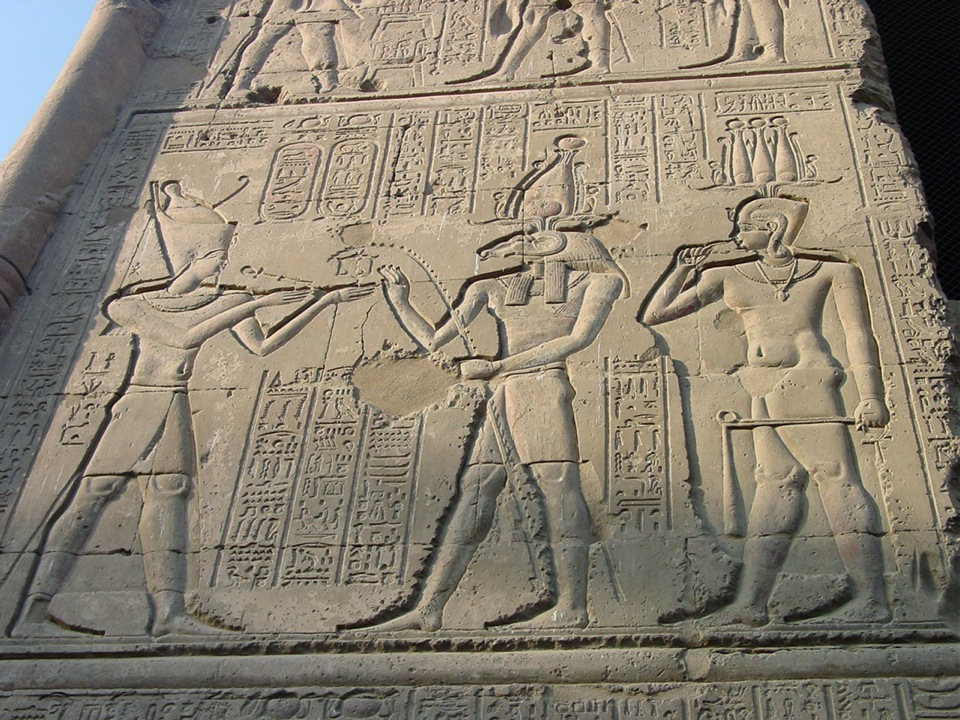
Reliefy na murach świątyni
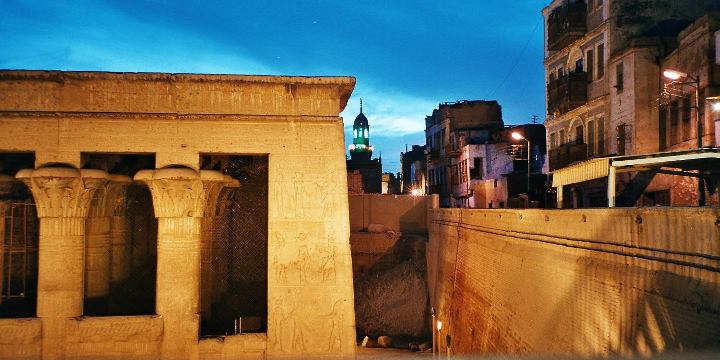
Świątynia Chnuma o zmierzchu